# Dorylomorpha exilis
Dorylomorpha exilis är en tvåvingeart som först beskrevs av Malloch 1912.  Dorylomorpha exilis ingår i släktet Dorylomorpha och familjen ögonflugor. Inga underarter finns listade i Catalogue of Life.